# Charroux (Allier)
Charroux é uma comuna francesa na região administrativa de Auvérnia-Ródano-Alpes, no departamento Allier. Estende-se por uma área de 10,45 km². Em 2010 a comuna tinha 375 habitantes (densidade: 35,9 hab./km²).
Pertence à rede das As mais belas aldeias de França.